# Gyilkos iroda
A Gyilkos iroda (eredeti cím: Not Safe for Work) 2014-es amerikai thriller, amelyet Joe Johnston rendezett, a forgatókönyvet pedig Simon Boyes és Adam Mason írta. A főszerepben Max Minghella, JJ Feild, Eloise Mumford és Christian Clemenson látható.
A film az Amerikai Egyesült Államokban 2014. május 9-én jelent meg DVD-n.

## Cselekmény
Egy irodai dolgozó csapdába esik az épületben, ahol egy gyilkos garázdálkodik.

## Szereplők
| Szerep             | Színész             | Magyar hang      |
| ------------------ | ------------------- | ---------------- |
| Thomas Miller      | Max Minghella       | Molnár Levente   |
| A bérgyilkos       | JJ Feild            | Dolmány Attila   |
| Anna Newton        | Eloise Mumford      | Urbán Andrea     |
| Alan Z. Emmerich   | Christian Clemenson | Rosta Sándor     |
| Roger Crawford     | Tom Gallop          | Epres Attila     |
| Moyers             | Brandon Keener      | Seszták Szabolcs |
| Lorraine Gambizzi  | Marina Black        | Gruber Zita      |
| rendőr             | Eme Ikwuakor        | N/A              |
| John Ferguson      | Michael Gladis      | N/A              |
| Fernando           | Alejandro Patiño    | N/A              |
| Janine             | Molly Hagan         | Ősi Ildikó       |
| A bérgyilkos társa | Tim Griffin         | N/A              |

## A film készítése
A filmet 2012. február 1-jén jelentették be, mint alacsony költségvetésű thrillert, a rendező pedig Joe Johnston lett.
2012. február 13-án jelentették be, hogy Max Minghella tárgyalásokat folytat a film főszerepéről, Eloise Mumford pedig a barátnője szerepéről.
2012. február 24-én kiderült, hogy JJ Feild, Tom Gallop és Christian Clemenson is csatlakozott a stábhoz. Feild korábban az Amerika Kapitány: Az első bosszúálló című filmen dolgozott együtt Johnstonnal.
A forgatás 2012 márciusában kezdődött. A film 2012 augusztusában még utómunkálatokban volt.

## Bemutató
2013. június 6-án jelentették be, hogy a film nem kerül a mozikba, helyette Video on Demand kiadásra kerül egy meg nem nevezett időpontban.
2014. február 3-án jelent meg a film plakátja, valamint a film 2014. április 15-i DVD-megjelenéséről szóló bejelentés. 2014. február 23-án megjelent a film előzetese.
A film 2014. május 9-én jelent meg az Egyesült Államokban DVD-n. 2014. szeptember 9-én jelentették be, hogy a film 2014 októberében digitálisan is megjelenik.

## Fordítás
- Ez a szócikk részben vagy egészben  a   Not Safe for Work (film) című angol Wikipédia-szócikk fordításán alapul.  Az eredeti cikk szerkesztőit annak laptörténete sorolja fel. Ez a jelzés csupán a megfogalmazás eredetét és a szerzői jogokat jelzi, nem szolgál a cikkben szereplő információk forrásmegjelöléseként.